# Madrid Open 2016
Il Madrid Open 2016, ufficialmente Mutua Madrid Open 2016 per motivi di sponsorizzazione, è stato un torneo di tennis disputato sulla terra rossa. È stata la 15ª edizione ATP e l'8ª edizione WTA del Madrid Open. Faceva parte della categoria ATP World Tour Masters 1000 nell'ambito dell'ATP World Tour 2015 e dei tornei Premier Mandatory nell'ambito del WTA Tour 2015. Entrambe le competizioni, maschile e femminile, si sono tenute alla Caja Mágica di Madrid, in Spagna, dal 2 all'8 maggio 2016.

## Partecipanti ATP

### Teste di serie
| Nazione     | Giocatore             | Ranking* | Testa di serie |
| ----------- | --------------------- | -------- | -------------- |
| Serbia      | Novak Đoković         | 1        | 1              |
| Regno Unito | Andy Murray           | 2        | 2              |
| Svizzera    | Roger Federer         | 3        | 3              |
| Svizzera    | Stan Wawrinka         | 4        | 4              |
| Spagna      | Rafael Nadal          | 5        | 5              |
| Giappone    | Kei Nishikori         | 6        | 6              |
| Francia     | Jo-Wilfried Tsonga    | 7        | 7              |
| Rep. Ceca   | Tomáš Berdych         | 8        | 8              |
| Spagna      | David Ferrer          | 9        | 9              |
| Francia     | Richard Gasquet       | 10       | 10             |
| Canada      | Milos Raonic          | 11       | 11             |
| Belgio      | David Goffin          | 13       | 12             |
| Francia     | Gaël Monfils          | 14       | 13             |
| Austria     | Dominic Thiem         | 15       | 14             |
| Spagna      | Roberto Bautista Agut | 17       | 15             |
| Francia     | Gilles Simon          | 18       | 16             |

* Ranking al 25 aprile 2016.

### Altri partecipanti
I seguenti giocatori hanno ricevuto una wild card per il tabellone principale:
- Nicolás Almagro
- Pablo Carreño Busta
- Juan Mónaco
- Fernando Verdasco
- Juan Martín del Potro

I seguenti giocatori sono passati dalle qualificazioni:

- Roberto Carballés Baena
- Santiago Giraldo
- Pierre-Hugues Herbert
- Denis Istomin
- Denis Kudla
- Lucas Pouille
- Radek Štěpánek

Il seguente giocatrice è entrato in tabellone come lucky loser:
- Marcel Granollers

## Partecipanti WTA

### Teste di serie
| Nazione     | Giocatrice           | Ranking* | Testa di serie |
| ----------- | -------------------- | -------- | -------------- |
| Polonia     | Agnieszka Radwańska  | 2        | 1              |
| Germania    | Angelique Kerber     | 3        | 2              |
| Spagna      | Garbiñe Muguruza     | 4        | 3              |
| Bielorussia | Viktoryja Azaranka   | 5        | 4              |
| Rep. Ceca   | Petra Kvitová        | 6        | 5              |
| Romania     | Simona Halep         | 7        | 6              |
| Italia      | Roberta Vinci        | 8        | 7              |
| Spagna      | Carla Suárez Navarro | 11       | 8              |
| Russia      | Svetlana Kuznecova   | 13       | 9              |
| Svizzera    | Timea Bacsinszky     | 15       | 10             |
| Rep. Ceca   | Lucie Šafářová       | 16       | 11             |
| Ucraina     | Elina Svitolina      | 17       | 12             |
| Rep. Ceca   | Karolína Plíšková    | 18       | 13             |
| Serbia      | Ana Ivanović         | 19       | 14             |
| Italia      | Sara Errani          | 20       | 15             |
| Stati Uniti | Sloane Stephens      | 21       | 16             |

* Ranking al 25 aprile 2016.

### Altre partecipanti
Le seguenti giocatrici hanno ricevuto una wild card per il tabellone principale:
- Lara Arruabarrena
- Paula Badosa Gibert
- Sorana Cîrstea
- Lourdes Domínguez Lino
- Sara Sorribes Tormo

Le seguenti giocatrici sono passate dalle qualificazioni:

- Louisa Chirico
- Mirjana Lučić-Baroni
- Patricia Maria Tig
- Mónica Puig
- Alison Riske
- Laura Siegemund
- Kateřina Siniaková
- Elena Vesnina

La seguente giocatrice è entrata in tabellone come lucky loser:
- Heather Watson

## Punti e montepremi
Il montepremi è di 4 771 360€ per il torneo ATP e 4 033 254€ per il torneo WTA.
| Torneo              | Torneo              | V       | F       | SF      | QF      | 3T     | 2T     | 1T     | Q  | Q3    | Q2    | Q1    |
| Singolare maschile  | Punti               | 1000    | 600     | 360     | 180     | 90     | 45     | 10     | 25 | 0     | 16    | 0     |
| Singolare maschile  | Premi in denaro (€) | 912.900 | 447.630 | 225.300 | 114.560 | 59.490 | 31.365 | 16.935 | –  | 0     | 3.900 | 1.990 |
| Doppio maschile     | Punti               | 1000    | 600     | 360     | 180     | 90     | 0      | –      | –  | –     | –     | –     |
| Doppio maschile     | Premi in denaro (€) | 282.720 | 138.400 | 69.433  | 35.630  | 18.420 | 9.720  | –      | –  | –     | –     | –     |
| Singolare femminile | Punti               | 1000    | 650     | 390     | 215     | 120    | 65     | 10     | 30 | 20    | 2     | –     |
| Singolare femminile | Premi in denaro ($) | 912.900 | 447.630 | 225.300 | 114.560 | 59.490 | 28.220 | 13.250 | 0  | 3.644 | 1.770 | –     |
| Doppio femminile    | Punti               | 1000    | 650     | 390     | 215     | 120    | 10     | –      | –  | –     | –     | –     |
| Doppio femminile    | Premi in denaro ($) | 282.720 | 138.400 | 69.433  | 35.630  | 18.025 | 9.280  | –      | –  | –     | –     | –     |

## Campioni

### Singolare maschile
Novak Đoković ha sconfitto in finale  Andy Murray con il punteggio di 6-2, 3-6, 6-3.
- È il sessantaquattresimo titolo in carriera per Đoković, quinto della stagione, ventinovesimo Master 1000 e secondo titolo a Madrid.

### Singolare femminile
Simona Halep ha battuto in finale  Dominika Cibulková con il punteggio di 6-2, 6-4.
- È il dodicesimo titolo in carriera per la Halep, primo della stagione.

### Doppio maschile
Jean-Julien Rojer /  Horia Tecău hanno sconfitto in finale  Rohan Bopanna /  Florin Mergea con il punteggio di 6-4, 7–6(5).

### Doppio femminile
Caroline Garcia /  Kristina Mladenovic hanno sconfitto in finale  Martina Hingis /  Sania Mirza con il punteggio di 6-4, 6-4.